# わかんないのはいやだ
「わかんないのはいやだ」は、2015年8月12日、GIZA studioから発売された植田真梨恵のメジャー3枚目のシングル。

## 概要
表題曲はTBS「COUNT DOWN TV」及びテレビ金沢「となりのテレ金ちゃん」8月度エンディング・テーマ。カップリング「クリア」はオルビス「CLEAR」イメージソング。
初回限定盤には最新アルバム「はなしはそれからだ」のリリースツアーの初日を飾った東京・LIQUIDROOM公演からのライブ映像10曲と、その舞台裏を追ったドキュメンタリーを収めたDVD付き。
植田のセルフディレクションによって制作されたプロモーション・ビデオには、植田自身が描いた約300枚もの絵を編集して作られたというアニメーションや、ジャケットアートワークにも登場している私物のベッドに腰掛けて同曲を歌う彼女の姿などが収められている。
ミュージック・ジャケット大賞2016の大賞候補50作品に選ばれた。

## 収録曲
| 全作詞・作曲: 植田真梨恵。 |                                    |            |            |                    |      |
| #                          | タイトル                           | 作詞       | 作曲・編曲 | 編曲、プロデュース | 時間 |
| 1.                         | 「わかんないのはいやだ」           | 植田真梨恵 | 植田真梨恵 | 徳永暁人           | 2:52 |
| 2.                         | 「クリア」                         | 植田真梨恵 | 植田真梨恵 | 徳永暁人           | 4:20 |
| 3.                         | 「夏の日」                         | 植田真梨恵 | 植田真梨恵 | 植田真梨恵         | 3:00 |
| 4.                         | 「わかんないのはいやだ -off vo.-」 | 植田真梨恵 | 植田真梨恵 |                    | 2:52 |
| 5.                         | 「クリア -off vo.-」               | 植田真梨恵 | 植田真梨恵 |                    | 4:18 |

| #   | タイトル                             | 作詞 | 作曲・編曲 |
| --- | ------------------------------------ | ---- | ---------- |
| 1.  | 「ハイリゲンシュタットの遺書」(live) |      |            |
| 2.  | 「センチメンタリズム」(live)         |      |            |
| 3.  | 「FRIDAY」(live)                     |      |            |
| 4.  | 「hanamoge」(live)                   |      |            |
| 5.  | 「プリーズプリーズ」(live)           |      |            |
| 6.  | 「ザクロの実」(live)                 |      |            |
| 7.  | 「100life」(live)                    |      |            |
| 8.  | 「彼に守ってほしい10のこと」(live)   |      |            |
| 9.  | 「ハルシネーション」(live)           |      |            |
| 10. | 「S・O・S」(live)                    |      |            |